# Xylormisa louisiana
Xylormisa louisiana är en fjärilsart som beskrevs av Forbes 1922. Xylormisa louisiana ingår i släktet Xylormisa och familjen nattflyn. Inga underarter finns listade i Catalogue of Life.